# Junia (Apostel)

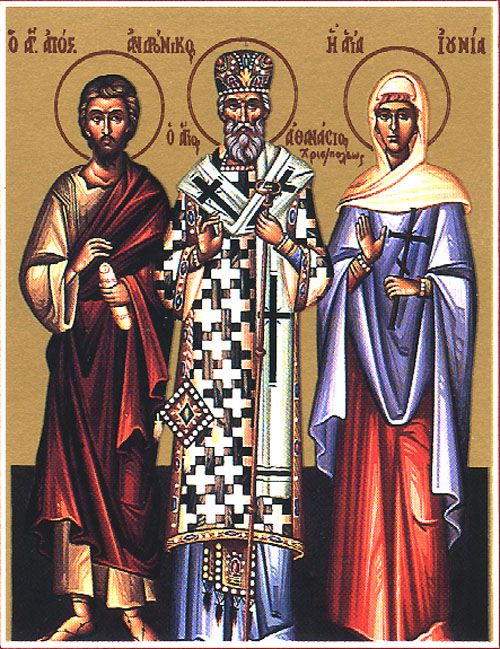
Andronikus, Athanasius und Junia (Moderne Ikone, Orthodox Church of America)

Junia oder Junias ist eine Person, die im Römerbrief 16,7  zusammen mit Andronikus erwähnt wird. Paulus bezeichnet beide als „angesehen unter den Aposteln“. Viele Exegeten nehmen an, dass es sich bei Junia um eine Frau handelt, die im Urchristentum eine leitende Funktion hatte. Für die feministische Theologie ist es ein wichtiges Thema, auch im Zusammenhang mit gegenwärtigen Diskussionen um die Zulassung von Frauen zu kirchlichen Ämtern.
In der Diskussion sind zwei Fragen zu unterscheiden:
1. Handelt es sich um einen Frauennamen?
2. Heißt „angesehen unter den Aposteln“, dass die Person dieses Namens ein Apostelamt innehatte, und wenn ja, wie ist dies zu verstehen?

## Junia als Frauenname

### Bibelübersetzungen
In älteren deutschen Bibelübersetzungen wird in Röm 16,7 der Männername Junias gelesen, so lautet der Vers zum Beispiel in der unrevidierten Einheitsübersetzung (1980): „Grüßt Andronikus und Junias […]; sie sind angesehene Apostel und haben sich schon vor mir zu Christus bekannt.“
Folgende moderne deutsche Bibelübersetzungen behalten die traditionelle Lesung als Männername Junias bei:
- Schlachter-Bibel (2000);
- Revidierte Elberfelder Bibel (2008); mit Hinweis auf die alternative Lesung als Frauenname
- Neue evangelistische Übersetzung (Textstand März 2019).

Folgende moderne deutsche Bibelübersetzungen bringen in Röm 16,7 den Frauennamen Junia, teilweise mit erklärender Anmerkung:
- Revidierte Einheitsübersetzung (2016)
- Lutherbibel (2017)
- BasisBibel (2021)
- Zürcher Bibel (2007): „In der Forschung besteht weitgehend Konsens darüber, dass die Akkusativform ‹Iounian› vom weiblichen Namen Iounia/Junia (und nicht von der Kurzform des männlichen Namens Junianus) abzuleiten ist.“[1]
- Neue Genfer Übersetzung (2011): „Ein weiblicher Name (so aufgrund der Akzentsetzung in denjenigen Handschriften, die den griechischen Text erstmals mit Betonungszeichen versahen; in den ältesten Handschriften wurden noch keine Betonungszeichen verwendet). Bei anderer Akzentsetzung: „Junias“ (ein männlicher Name).“[2]
- Gute Nachricht Bibel (2000): „[…] Für eine Frau spricht auch, daß der Frauenname Junia in der außerbiblischen antiken Literatur vielfach belegt ist, ein Männername Junias aber bis heute nicht nachgewiesen werden konnte. Die Ansicht, daß es sich bei der betreffenden Person um einen Mann namens Junias handle, wird zum ersten Mal im 13. Jh. in der lateinischsprechenden Kirche des Westens vertreten. Sie wird hier sehr schnell Gemeingut der Ausleger und ist es bis heute geblieben, während die orthodoxen Kirchen des Ostens immer noch an der althergebrachten Auffassung festhalten.“[3]
- Hoffnung für alle (2015): „oder nach anderen Handschriften: Junias“[4]
- Neues Leben Bibel (2017): „O. Junias; in manchen Handschriften heißt es Julia.“[5]
- Bibel in gerechter Sprache (2006): „In den meisten älteren Bibelausgaben steht hier der Männername Junias. Diesen Namen hat es für Männer in der Antike nicht gegeben, der Frauenname Junia hingegen war üblich. Noch die Auslegungen zur Zeit der Alten Kirche lasen hier „Junia“ (Ἰουνία). Der Unterschied zwischen den beiden Namen besteht nur in der Interpretation eines Akzents. Spätere Ausleger konnten sich nicht mehr vorstellen, dass hier eine Frau als Apostelin geehrt wird, deshalb veränderten sie den Text.“[6]

### Namensvarianten in Handschriften des Römerbriefs
Die ältesten Handschriften des Neuen Testaments in altgriechischer Schrift wurden bis zum 9. Jahrhundert allein in Großbuchstaben und ohne Akzentuierungen sowie Satzzeichen verfasst. Das ursprünglich unakzentuierte griechische Wort ΙΟΥΝΙΑΝ Iounian kann entweder die Akkusativform des männlichen Namens „Junias“ oder des weiblichen Namens „Junia“ sein, so dass insgesamt nicht eindeutig hervorgeht, ob es sich dabei um einen „Junias“ oder eine „Junia“ handelt. Erst ab dem 9. Jahrhundert sind altgriechische Bibeltexte mit Groß- und Kleinbuchstaben sowie mit eingeführten Akzentuierungen geschrieben. Der Unterschied in akzentuierter Schreibweise zwischen Ἰουνίαν und Ἰουνιᾶν besteht damit in der Setzung eines Akzents auf dem Iota (´ Akut) bzw. auf dem Alpha (~ Zirkumflex).
Alle wissenschaftlichen Ausgaben des griechischen Neuen Testaments seit Erasmus von Rotterdam (1516) bis zur 12. Auflage des Novum Testamentum Graece (1923) boten in der Akzentsetzung die weibliche Namensform; dies änderte sich mit der 13. Auflage des Novum Testamentum Graece (1927): Ἰουνιᾶν. Durch die Autorität dieser wissenschaftlichen Textausgabe wurde die Lesung als Männername in Bibelübersetzungen und wissenschaftliche Kommentare des 20. Jahrhunderts übernommen. Seit dem 5. Nachdruck (1998) der 27. Auflage bietet das Novum Testamentum Graece wieder die Akzentsetzung der weiblichen Namensform im Haupttext: Ἰουνίαν.

### Auslegungsgeschichte
Sämtliche Kirchenväter, so Ulrich Wilckens, sahen in Junia selbstverständlich eine Frau, was sich erst im 13. Jahrhundert in der Westkirche schlagartig geändert habe. Bernadette Brooten nennt für die ältere Auslegungstradition das Zeugnis von Origenes, Hieronymus, Atto von Vercelli, Theophylakt und Petrus Abaelardus. Erst Aegidius von Rom (1245–1316) habe Andronikus und Junias explizit als viri „Männer“ interpretiert, ohne seine Abweichung von den älteren Kommentatoren mit Argumenten zu begründen (Opera Exegetica, Opuscula I). (Burer und Wallace verweisen allerdings auf Epiphanios von Salamis. Dieser Autor schrieb: „Junias, den (οὗ) Paulus ebenfalls erwähnt, wurde Bischof von Apameia in Syrien.“ Da Epiphanios allerdings die Priska bei der gleichen Gelegenheit ebenfalls als Mann bezeichne, dürfe sein Zeugnis nicht zu stark gewichtet werden.)
Martin Luther orientierte sich an Faber Stapulensis. So kam er zu folgender Übersetzung: „Grüsset den Andronicum vnd den Junian meine gefreundete …“ (Biblia Deutsch, 1545). Seitdem war in der protestantischen wie der katholischen Exegese mit wenigen Ausnahmen (Johannes Calvin, Johannes Drusius 1698, Christian Wilhelm Böse 1742, Marie-Joseph Lagrange 1916) Konsens, dass hier ein Männername Junias zu lesen sei, den es in der antiken Literatur sonst nicht gibt und dessen Ableitung aus dem häufigen lateinischen Namen Junian(i)us philologisch unwahrscheinlich ist.
Brooten legte 1977 eine Studie zum Verständnis von ΙΟΥΝΙΑΝ Iounian als Frauenname vor, die zu einer Neubewertung dieses Themas in der Exegese führte. Seit den 1980er Jahren hat sich ein weitgehender exegetischer Konsens herausgebildet, dass Paulus hier von einer Frau namens Junia spricht. Dem tragen auch viele seitdem erschienene oder revidierte Bibelübersetzungen Rechnung. Das Hauptargument hierbei ist, dass es keinen Beleg für den antiken Männernamen Junias gebe, im Gegensatz zu dem häufigen Frauennamen Junia. Nehme man an, dass Junias eine zufällig unbezeugte Kurzform lateinischer Männernamen wie Junian(i)us oder Junilius sei, so bleibe außer Acht, dass die Bildung solcher Kurzformen (z. B. Artemas für Artemidorus) bei griechischen Namen üblich sei, bei lateinischen aber nicht.

## Junia als Apostelin
Die zweite Frage nach dem Sinn der Formulierung „angesehen unter den Aposteln“ stellt sich unabhängig von der Lesung des Namens ΙΟΥΝΙΑΝ. Zwei Interpretationen sind möglich:
- inklusiv: Andronikus und Junia sind Apostel;
- exklusiv: die Apostel haben eine hohe Meinung von Andronikus und Junia.

Seit der Alten Kirche war die inklusive Lesart vorherrschend. Bei Johannes Chrysostomos (344–407) findet sich folgende Bemerkung:

„Ein Apostel zu sein ist etwas Großes. Aber berühmt unter den Aposteln – bedenke, welch großes Lob das ist. Wie groß muß die Weisheit dieser Frau gewesen sein, daß sie für den Titel Apostel würdig befunden wurde.“

Dem hat sich auch die wissenschaftliche Exegese weitgehend angeschlossen. (Der Begriff Apostel ist dabei so zu verstehen, wie Paulus ihn gebraucht.) Wilckens fasst die Entwicklung so zusammen: „Daß ein Ehepaar, ein Mann und eine Frau, beide «Apostel» sind, ist erst seit dem Mittelalter als so unglaublich erschienen, daß man statt der Frau Junia einen Mann mit dem Namen Junius meinte lesen zu sollen. In der ganzen Alten Kirche hat mit Recht niemand daran Anstoß genommen.“ Nach Klaus Berger könnte Junia zur größeren Schar der Gemeindemitarbeiter gehört haben, jedoch keinesfalls zu den Aposteln im engeren lukanischen Sinn. Denn Lukas beschränkt den Titel Apostel auf die von Jesus selbst berufenen Zwölf; deshalb verweigert er auch Paulus den (für dessen Selbstverständnis grundlegenden) Aposteltitel. Der Fribourger Exeget Markus Lau betont: „Die neutestamentlichen erzählten Anfänge von Funktionen und Ämtern in der Jesusbewegung sind plural und zum Teil widersprüchlich“.
Daneben wurde und wird in der Exegese aber auch eine exklusive Lesart vertreten, beispielsweise durch Theodor Zahn (1910) und neuerdings Michael H. Burer und Daniel B. Wallace (2001). Diese Exegeten befürworten aus semantischen Gründen, aber mit relativ schmaler Textbasis, ein exklusives Verständnis von Röm 16, 7. Die English Standard Version folgt dieser Deutung und übersetzt: “Greet Andronicus and Junia […]. They are well known to the apostles, and they were in Christ before me.”

## Junia-Kirche/Zeitschrift

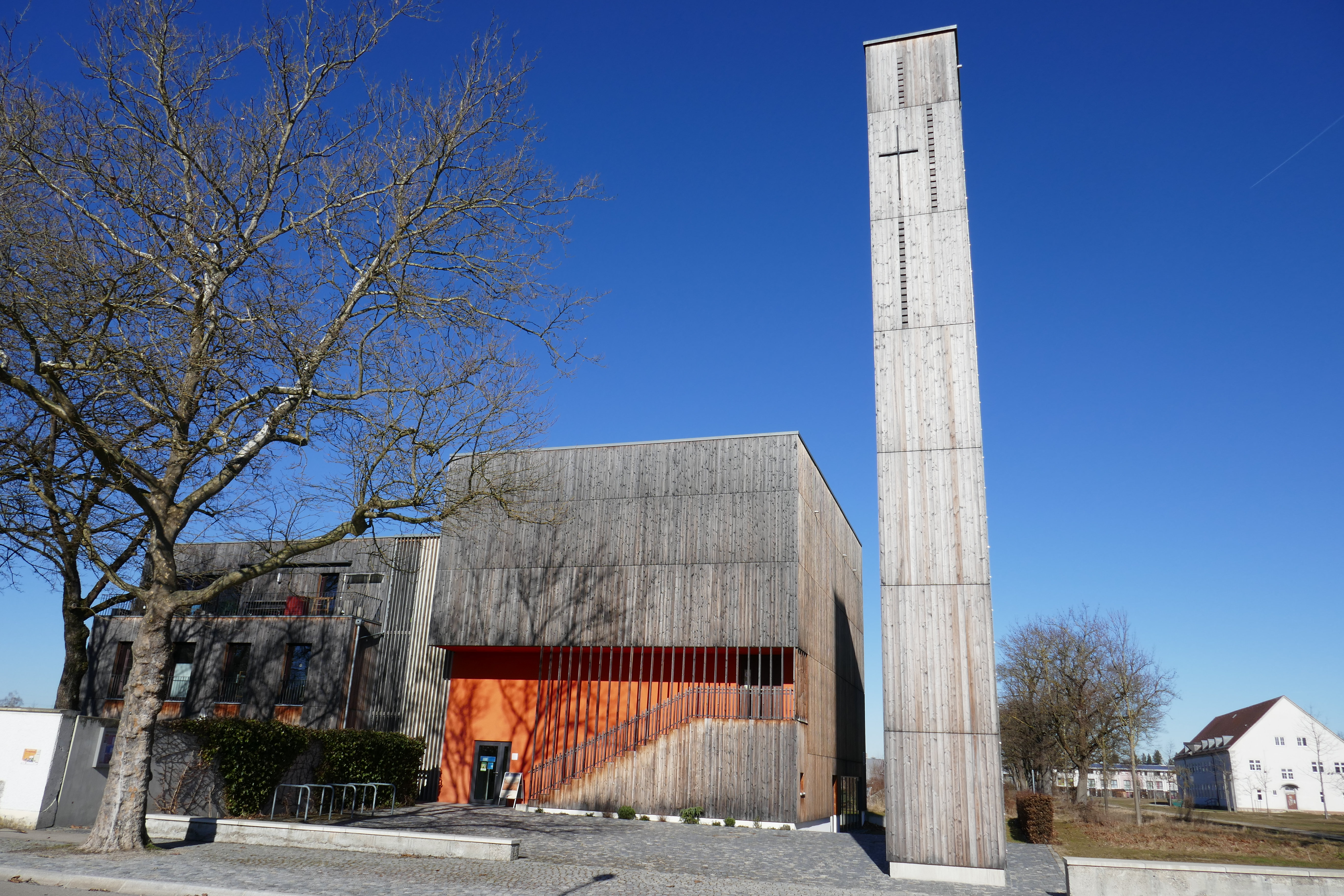
Apostelin-Junia-Kirche (Augsburg)

Seit 2012 gibt es in Deutschland eine Apostelin-Junia-Kirche: Die alt-katholische Gemeinde in Augsburg hat in der Gemeindeversammlung vom 2. Oktober 2011 über die Namensgebung der neu gebauten Kirche im Sheridan-Park abgestimmt und sich mit großer Mehrheit für die Apostelin Junia entschieden. Die Kirche wurde am 8. Juli 2012 durch Bischof Matthias Ring geweiht.
Auch die Verbandszeitschrift der Katholischen Frauengemeinschaft Deutschlands hat 2020 das Frau und Mutter abgelegt und trägt nach längerer interner Diskussion den Namen Junia.
Seit 2022 ist die Heilige Junia Pfarrpatronin der Pfarre Urfahr in der Diözese Linz.